# Divisió de Bhagalpur
La divisió de Bhagalpur és una entitat administrativa de l'estat de Bihar amb capital a Bhagalpur que el 2005 estava formada per dos districtes: 
- Districte de Bhagalpur
- Districte de Banka.

Ja fou divisió sota domini britànic. La revolta Santal el 1855 va portar a la creació del districte de Santal Parganas; el 1881 la divisió abraçava els districtes de Bhagalpur, Santal Parganas, Malda (o Maldah), Monghyr i Purniah amb una superfície de 54239 km² i població de 8.063.160 habitants repartits en 32.816 pobles. Incloia 16 municipalitats. El 1905 el districte de Malda fou transferit a Bengala Oriental i Assam i el districte de Darjeeling li fou agregat. La població amb aquest canvi va passar a 7.990.464 habitants amb només 18.670 pobles i 14 municipis.